# Noriega (Ribadedeva)
Noriega es una parroquia del concejo de Ribadedeva, en el Principado de Asturias (España). Alberga una población de 313 habitantes (INE 2011) en 210 viviendas. Ocupa una extensión de 14,22 km². Está situada a 5,6 km de la capital del concejo. Se celebra la festividad de San Lorenzo, y su templo parroquial está dedicado a San Lorenzo. Destaca su Torre de Noriega, de origen medieval.

## Toponimia
Podría proceder del término prerromano nora: "corriente de aguas". Otras teorías apuntan a un posible origen árabe, a partir de noria.

## Barrios
- Gasparín
- Boquerizo
- El Perujal
- El Cobardal
- Ligueriza
- Brañas
- La Pasera
- Bojes
- Noriega
- Piñera
- El Rumió
- La Torre
- Mediavilla
- Badarra
- El Marquesau
- Las Helgueras
- La Pereda
- El Llano
- Miranda
- El Pindal
- El Mallejo
- El Toral